# Margitfalva
Margitfalva (szlovákul: Margecany) község Szlovákiában, a Kassai kerület Gölnicbányai járásában.

## Fekvése

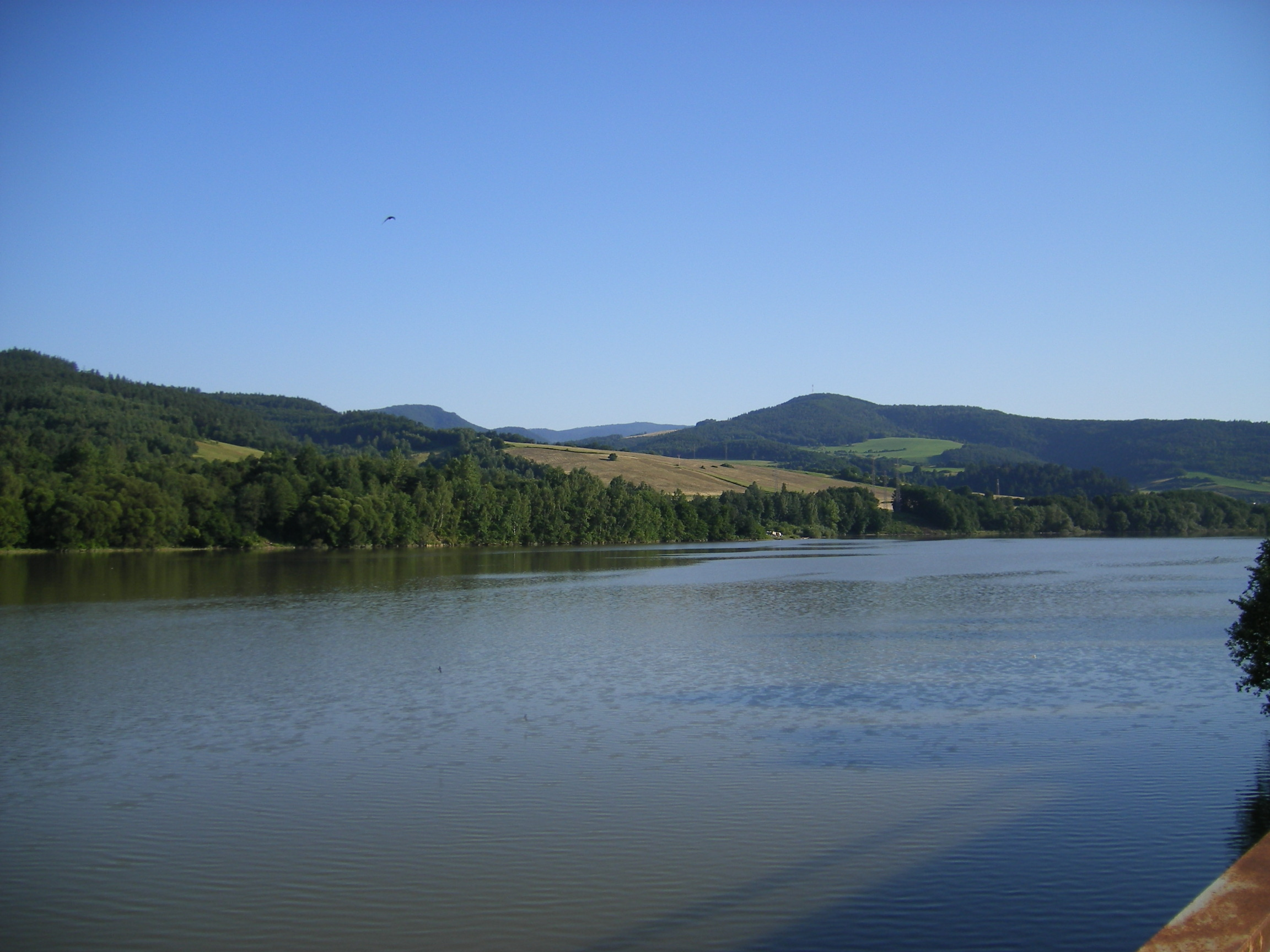
A margitfalvi víztároló

Gölnicbányától 8 km-re északkeletre, a Hernád partján, a Gölnic-patak torkolatánál fekszik. 

## Története
A Magas-Tátra délkeleti vidékét az 5-6. századtól kezdődően szláv törzsek lakták, akik ekkor rajzottak szét a mai Ukrajna és Kelet-Lengyelország területéről. Egyes szláv csoportok a 9. századtól kezdődően pedig a Kárpát-medence középső területei felé vándoroltak.
A település első említése 1235-ből származik. Birtokosa a Jekelfalussy család volt. Árpád-házi Szent Margit tiszteletére szentelt temploma valószínűleg a 13. században épült. 1300-ban „Senthmargita”, 1338-ban „Szent Margitha”, 1353-ban „Zenthmargytaazzunfolua”, 1460-ban „Margythfalwa” néven említik. Első szlovák említése csak 1588-ban történik Margycziany néven. Ebben az időben kerülhettek a szlovákok többségbe a településen.
Az 1662 és 1710 között kitört járványok a lakosságot alaposan megtizedelték, korábbi jelentőségét csak a 18. század végén szerezte vissza. 1787-ben 65 házát 408-an lakták. A község első pecsétje 1789-ből származik, felirata: „Sigil: Communitatis Margithfalva 1789”.
A 18. század végén Vályi András így ír róla: „MARGITFALVA. Margetzen, Margeczani. Tót falu Szepes Várm. földes Ura Jekelfalusi Uraság, lakosai külömbfélék, fekszik Jekelfalvának szomszédságában, és annak filiája, határja jó, vagyonnyai külömbfélék.”
1828-ban 71 házában 517 lakos élt.
Fényes Elek 1851-ben kiadott geográfiai szótárában így ír a faluról: „Margitfalva (Margetzan), tót falu, Szepes vármegyében, a Hernád és Gőlnicz vizek összefolyásánál: 517 kath. lak. Bányáiban ezüstöt is ásnak. F. u. a Jékelfalusy nemzetség.”
Lakóinak egy része a 19. század vége óta a vasútnál dolgozik. A trianoni diktátumig Szepes vármegye Gölnicbányai járásához tartozott.
1918-ban spanyolnátha járvány pusztított a községben. 1960-ban a szomszédos Főnikszhuta községet csatolták hozzá. Az 1963-as év döntő változást hozott a település életébe. Ekkor kezdődött el a Ruzsini víztározó építése. Mivel a falu mélyen feküdt, területe a tervezett tározó elárasztásra ítélt területébe esett. 1970-re megszűnt az ősi Margitfalva, csak a templom és a temető maradt meg belőle. A település új központja néhány száz méterrel arrébb épült fel.

### Főnikszhuta
Főnikszhuta (vagy Főnixhuta) nevű településrészét a 18. században a Rolló család alapította a környéken kitermelt réz feldolgozására. 1879-ben a kohókat már csak faszén égetésére használták, majd 1885-ben végleg bezárták.

## Népessége
| Év:            | 1994. | 2004.   | 2014.   | 2024.   |
| -------------- | ----- | ------- | ------- | ------- |
| Emberek száma: | 2063  | 2020    | 1940    | 1833    |
| Eltérés:       |       | -2,08 % | -3,96 % | -5,51 % |

| Év:            | 2023. | 2024.   |
| -------------- | ----- | ------- |
| Emberek száma: | 1850  | 1833    |
| Eltérés:       |       | -0,91 % |

1910-ben 798-an, többségében szlovák anyanyelvűek lakták, jelentős magyar kisebbséggel.
2001-ben 2035 lakosából 2006 szlovák volt.
2011-ben 1964 lakosából 1857 szlovák volt.

## Neves személyek
- Itt született 1939-ben Július Toček olimpiai bronzérmes szlovák evezős.

## Nevezetességei
- Római katolikus temploma 1825-ben épült, a 20. század elején késő gótikus stílusban építették át, később modernizálták.
- A falu mellett a Hernádon mesterséges tó van.
- A község jelentősebb építményei a Gölnic-patakon átívelő kőhíd és a Hernádon átívelő fahíd.
- A főnikszhutai részen található Szlovákia leghosszabb villamosított vasúti alagútja.
- A főnikszhutai kastély a 18. század közepén épült barokk stílusban, a 19. század elején bővítették.